# Antoine Boya
Pour les articles homonymes, voir Boya.
Antoine Boya, né le 7 mai 1918 à Cotonou au Dahomey (actuel Bénin), est un fonctionnaire et secrétaire d'État béninois.

## Biographie

### Jeunesse et études
Antoine Boya naît le 7 mai 1918 à Cotonou au Dahomey. Il réalise ses études élémentaires à l'École primaire supérieure Victor-Ballot, puis se rend au Sénégal pour ses études supérieures et intègre l'École normale William-Ponty, établissement réputé en Afrique-Occidentale française (AOF) formant les futurs instituteurs, médecins et cadres dont certains sont devenus des hommes politiques et acteurs majeurs de l'indépendance de leur pays d'origine.
Dans cette école, il découvre le théâtre de Ponty, imaginé par Charles Béart, le directeur. En 1936, avec d'autres élèves dahoméens, particulièrement Hubert Maga, Émile Derlin Zinsou, François Aplogan et Adrien Degbey, qui animeront par la suite la vie politique du Dahomey, il joue dans une pièce intitulée Retour aux fétiches délaissés,.
Plus tard, en 1958, il entre à l'Institut des hautes études d'outre-mer, à Paris et en sort diplômé en 1960,.

### Carrière professionnelle et politique
De retour au Dahomey, Antoine Boya entre dans la fonction publique dans laquelle il gravit rapidement les échelons. Il est chef de bureau principal des Services administratifs, financiers et comptables de l'AOF, lorsqu'il est promu, le 27 juillet 1960, adjoint au chef du service de l'inspection et du contrôle financier au ministère des Finances à Porto-Novo. Durant sa présidence, Hubert Maga le nomme conseiller à la Cour suprême le 18 octobre 1961 et administrateur le 23 février 1962.
Au début des années 1960, il sert successivement en tant que directeur de cabinet de ministre des Affaires étrangères, Oké Assogba et Émile Derlin Zinsou.
Le 28 octobre 1963, l'armée renverse le gouvernement afin d'empêcher une guerre civile, dissout les institutions et place provisoirement le colonel Christophe Soglo à la tête de l'État. Le 12 novembre, Antoine Boya retrouve son statut de conseiller à la Cour suprême.
Le 25 janvier 1964, Sourou Migan Apithy devient président de la République, l'armée rendant le pouvoir aux civils. Le 20 mars, Antoine Boya est nommé conseiller technique au ministère des Affaires étrangères tout en conservant son poste précédent. Le 1er juin 1965, il devient président par intérim de la Chambre des comptes de la Cour suprême et quatre mois plus tard, président de la Chambre judiciaire de cette même Cour.
Respectivement les 27 et 29 novembre suivant, Sourou Migan Apithy et Justin Ahomadegbé, son Premier ministre, sont contraints de démissionner de leur poste à la suite de divergences profondes. Tahirou Congacou, président de l'Assemblée nationale, accède alors aux fonctions de chef de l'État et de chef du gouvernement et forme, le 1er décembre, un gouvernement provisoire, composé de cinq membres. Il choisit, comme secrétaires d'État, quatre fonctionnaires en fonction de leurs compétences et charge Antoine Boya, temporairement dégagé de ses attributions à la Cour suprême, de gérer les portefeuilles des Finances, de l'Économie, du Développement rural et de la Coopération,. Le 11 décembre, il est nommé administrateur titulaire pour représenter le Dahomey au Conseil d'administration de la Banque centrale des États de l'Afrique de l'Ouest (BCEAO). Mais dès le 22 décembre, le général Christophe Soglo jugeant l'action de Tahirou Congacou inconsistante, réalise un second coup d'État et redevient président de la République. Antoine Boya, éphémère secrétaire d'État, cède sa place aux Finances et à l'Économie ainsi qu'à la BCEAO à Nicéphore Soglo et à Moïse Mensah au Développement rural et à la Coopération , puis retourne au sein de l'Administration.
Antoine Boya prend sa retraite de la fonction publique en janvier 1968. Il est conciliateur au Centre international pour le règlement des différends relatifs aux investissements à partir de 1968 jusqu'à 1981, fin de son mandat,. Il s'engage également en politique, notamment aux côtés d'Émile Derlin Zinsou et devient en mai 1969 le secrétaire général du parti de ce dernier, l'Union pour le renouveau du Dahomey (URD). L'URD est parti unique que crée Émile Derlin Zinsou durant sa présidence mais il est dissous peu de temps après, lorsque l'armée évince le Président du pouvoir le 10 décembre 1969. La même année, alors contrôleur financier de l'Organisation commune africaine et malgache, Antoine Boya est rappelé par son gouvernement et remplacé à son poste.
Entre la fin des années 1960 et le début des années 1970, il dirige une entreprise publique dont les activités sont la culture du jute et du kénaf et la confection, à partir de ces matières premières, de sacs, de toiles, de tapis et de ficelles. La Société dahoméenne agricole et industrielle du kénaf, créée en 1965, a son siège à Cotonou et possède une usine à Bohicon. Avec un capital de 343 millions francs CFA, elle est détenue à 70 % par l'État dahoméen et à 30 % par un groupe franco-italien.

## Distinctions
- Commandeur de l'ordre du Mérite du Bénin (1962)[9].
- Chevalier de l'ordre national du Dahomey (1963)[28].
- Officier de l'ordre national du Dahomey (1969)[29].
- Commandeur de l'ordre national du Bénin (2000)[30].